# Nikita Borisoglebsky
Nikita Borisoglebsky (russe : Никита Аркадьевич Борисоглебский) est un violoniste russe, né en 1985 à Volgodonsk dans le sud de la Russie. Après avoir été diplômé du Conservatoire Tchaïkovski de Moscou avec le professeur Eduard Grach, il entre à la Chapelle musicale Reine Élisabeth en 2008, avec le professeur Augustin Dumay.
Il s'est produit avec de nombreux orchestres russes et européens tels que l'Orchestre symphonique Mariinsky, l'Orchestre symphonique d'État de Russie, l'Orchestre symphonique de la NDR (Hanovre), l'Orchestre de chambre Amadeus (Pologne), l'Orchestre d'État de Lituanie avec des chefs comme Valery Gergiev, Christoph Poppen, David Geringas, Yuri Simonov, Agnieszka Duczmal et bien d'autres. Il participe régulièrement à des festivals internationaux prestigieux en Russie, Allemagne, Suisse, Croatie, Autriche et Italie.
Il bénéficie d'une bourse InBev‐Baillet Latour.

## Prix
- 2006 4-6 prix[pas clair], Concours international Joseph Joachim
- 2007 1er prix, Concours international de violon David Oistrakh de Moscou
- 2007 2e prix, Concours international Tchaïkovski de Moscou
- 2009 5e prix, Concours musical international Reine Élisabeth de Belgique
- 2010 3e prix, Concours musical international de Montréal
- 2010 1er prix, Concours international de violon Fritz-Kreisler
- 2010 1er prix, Concours international de violon Jean Sibelius
- 2011, Prix Sibelius de Wihuri
- 2013 1er prix, Monte Carlo Violin Master

## Discographie
Fuga Libera
- 2011 [FUG575] Henri Vieuxtemps: Concertos complets pour violon.
- 2012 [FUG594] Édouard Lalo: Symphonie espagnole; Sonata - 'Arlequin' - 'Guitare'. Enregistré avec le Sinfonia Varsovia, dirigé par Augustin Dumay et le pianiste Jean-Philippe Collard.